# Titan Force
Titan Force ist eine US-amerikanische Power- und Progressive-Metal-Band aus Colorado Springs, Colorado, die im Jahr 1983 unter dem Namen Titan gegründet wurde.

## Geschichte
Die Band wurde im Jahr 1983 von den drei Brüdern Mario (E-Gitarre), John (Bass, Gesang) und Stefan Flores (Schlagzeug) unter dem Namen Titan gegründet. Zusammen nahmen sie ein Demo auf, das vier Lieder enthielt, bevor Gitarrist und Keyboarder zur Besetzung stieß. Zusammen spielten sie einige lokale Auftritte und eröffnete unter anderem auch Konzerte von Jag Panzer. Im Jahr 1989 erschien dann ihr selbstbetiteltes Debütalbum über US Metal Records, auf dem Jag-Panzer-Sänger Harry Conklin den Gesang übernahm. Im Jahr 1991 erschien mit Winner/Loser das zweite Album. Nach einer Tour durch Deutschland zusammen mit Anvil und Scene X Dream, trennte sich die Band von ihrem Label und kehrte in die USA zurück. Nachdem die Band einige Jahre weiter erfolglos Konzerte gespielt hatte, löste sie sich auf, nachdem Conklin 1994 wieder zu Jag Panzer zurückkehrte. 
Seit der Auflösung folgten vereinzelte Auftritte wie im Jahr 2002 auf dem deutschen Bang Your Head.

## Stil
Die Musik der Band wird oft durch den Gesang von Conklin mit der Band Jag Panzer verglichen. Die Werke lassen sich als eine Mischung aus Queensrÿche und Fates Warning beschreiben.

## Diskografie
- Demo 1987 (Demo, 1987, Eigenveröffentlichung)
- Titan Force (Album, 1989, US Metal Records)
- Blaze of Glory (Demo, 1989, Eigenveröffentlichung)
- Winner/Loser (Album, 1991, Shark Records)
- Only the Strong (Demo, 1994, Eigenveröffentlichung)
- All What It Is (Kompilation, 2001, Shark Records)